# Chaenorhinum minus subsp. minus
Chaenorhinum minus subsp. minus é uma subespécie de planta com flor pertencente à família Scrophulariaceae. 
A autoridade científica da subespécie é (L.) Lange, tendo sido publicada em Willk. & Lange, Prodr. Fl. Hispan. 2: 577 (1870).

## Portugal
Trata-se de uma subespécie presente no território português, nomeadamente em Portugal Continental.
Em termos de naturalidade é nativa da região atrás indicada.

## Protecção
Não se encontra protegida por legislação portuguesa ou da Comunidade Europeia.